# 大統領令13769号

大統領令の対象となった7ヶ国

テロリストの入国からアメリカ合衆国を守る大統領令（テロリストのにゅうこくからアメリカがっしゅうこくをまもるだいとうりょうれい、英語：Protecting the Nation from Foreign Terrorist Entry into the United States）は、2017年1月27日にアメリカのドナルド・トランプ大統領が署名した大統領令（13769号）である。後に大統領令13780号に置き換えられ、大統領布告9645号によって無期限延長され、2021年1月20日にジョー・バイデン大統領により廃止された。

## 概要
国外からのテロリストの入国を阻止するため、より厳格な入国審査制度の確立と、その間の難民の受け入れ及び中東・アフリカの一部の国民のアメリカ合衆国への入国制限を命じる。これによりアメリカ難民受け入れプログラムは120日間停止された後、個々の国ごとに再開される。イラク・イラン・リビア・ソマリア・スーダン・イエメンの国民の入国は査証の有無に関わらず90日間禁止された後、国民の受け入れを停止する国の一覧が定められる。シリア国民の入国に関しては、ケースバイケースの例外を除いて査証の有無に関わらず無期限に停止されるが、国土安全保障省は当初の方針を変更し、永住権保持者に関しては大統領令の対象外となると発表した。

## 経過
トランプ大統領が署名した1月27日から1月29日までの期間で375人がアメリカ合衆国への入国を拒否された。この大統領令は国際的に非難を浴び、ジョン・F・ケネディ国際空港など、アメリカの主要空港で抗議デモが相次いで発生した。アメリカ自由人権協会（ACLU）は大統領令の施行を阻止するため、トランプ大統領を提訴した。アメリカ合衆国連邦裁判所のブルックリン支部が1月28日に大統領令の一部を停止したが、合憲性については判断を下さなかった。1月29日には、ボストンの裁判所が、「大統領令が無かった場合に入国できたであろう人」については拘留を禁止すると判断した。これにより、ジェネラル・エドワード・ローレンス・ローガン国際空港では禁止された7か国から来る合法な移民の入国が許可されることとなった。判決後も国土安全保障省は大統領令の全体を施行することを表明し、禁止された国々からの入国を引き続き拒否する意向を示している。28日以降も旅行者の拘留は続いていて、家族・友人に会うことや法的支援を受けることができない状況が続いた。
2月3日にはワシントン州シアトルの連邦裁判所が大統領令執行を一時差し止める命令を出した。命令は全米の入管で効力を持つ。これを受け同日夜、税関・国境警備局は主要航空各社に対し、入国禁止とされていた7ヶ国からの乗客がアメリカ行きの便に搭乗することを認めるとの方針を伝え、国土安全保障省も大統領令の執行を停止することを表明した。また、国務省も大統領令に基づいてビザを無効とした措置を取り消すことを発表した。これにより、続々と7ヶ国の人々が入国してきている。政権側は判決を不服として連邦控訴裁判所に上訴したが、2月9日に退けられた。
その後、トランプは3月6日に大統領令13769号の中身を若干緩和した大統領令13780号に署名し、イスラム教の6カ国からの入国を90日間禁止したほか、全難民の受け入れを120日間停止した。これはハワイ州連邦地方裁判所により発効予定前日の3月15日に再び差し止めとなったものの、6月26日に連邦最高裁が部分的な執行を認める判断を下した。
9月24日にトランプは期限が切れ失効した大統領令13780号を無期限延長する大統領布告9645号に署名した。スーダンが入国禁止から除外され、新たに北朝鮮・ベネズエラ・チャドが追加された。
2021年1月20日、新大統領であるジョー・バイデンによりこの大統領令は廃止された。